# Julián de Chía
Julián de Chía (Toledo, 1818 - Mataró, 1898) va ser un historiador i musicògraf.
Va entrar com a empleat en el govern civil de Girona en 1840; en 1863 va passar a secretari de l'Ajuntament i en 1872 a arxiver. En aquest últim lloc es va dedicar a col·leccionar documents de música relatius a aquesta ciutat, que va enviar a Barbieri entre 1882 i 1883. Juntament amb la correspondència entre tots dos, aquests papers van ser publicats en el volum II de Documents sobre música i músics espanyols. Llegat Barbieri (Madrid, 1988). Es va dedicar a col·leccionar documents de música relatius a Girona. Aquests els va enviar a Barbieri, qui ho publicaria en el volum II de "Documentos sobre música y músicos españoles."
Principalment la seua labor va ser recollir tots els instruments que es citaven en els documents de l'arxiu de Girona, sobre tot els presents en les festes del Corpus. Aquest és un dels primers estudis d'organologia sistemàtica coneguts a Espanya.
La labor de Chía va consistir a recollir quants instruments se citaven en els documents de l'arxiu de Girona, sobretot en les festes del Corpus, en la qual es denomina: “Relació rectificada dels instruments musicals que van assistir a les antigues processons i festes públiques celebrades a Girona, amb excepció dels anys en què respectivament van anar apareixent en elles, segons es dedueix dels documents existents en l'arxiu municipal”. És dels primers estudis d'organologia sistemàtica coneguts a Espanya i en els quals es basarà, en gran part, l'estudi de Barbieri i de Pedrell. Tota la seva obra es recull en La música a Girona. Anotacions històriques sobre la qual va estar en ús en aquesta ciutat i la seva comarca des de l'any 1380 fins a mitjan segle XVIII … amb un apèndix del mestre Barbieri, Girona, J. Torres, 1886.